# Favio Fernández
Favio Damián Fernández (Quilmes, Provincia de Buenos Aires, Argentina; 25 de julio de 1972) es un exfutbolista y actual director técnico argentino. Jugaba como mediocampista por izquierda y su primer equipo fue Gimnasia y Esgrima La Plata. Su último club antes de retirarse fue Huracán.
Actualmente es el entrenador de la Reserva de Aldosivi.

## Clubes

### Como jugador
| Club                        | País      | Año       |
| --------------------------- | --------- | --------- |
| Gimnasia y Esgrima La Plata | Argentina | 1992-1996 |
| Espanyol                    | España    | 1996      |
| Independiente               | Argentina | 1997-1998 |
| Gimnasia y Esgrima La Plata | Argentina | 1998-2001 |
| Unión de Santa Fe           | Argentina | 2002      |
| Deportivo Táchira           | Venezuela | 2002      |
| Huracán                     | Argentina | 2003-2004 |

### Como asistente técnico
| Club                      | País      | Año       |
| ------------------------- | --------- | --------- |
| Temperley                 | Argentina | 2016-2017 |
| Aldosivi de Mar del Plata | Argentina | 2017-2019 |

### Como entrenador
| Club                    | País      | Año       |
| ----------------------- | --------- | --------- |
| Gimnasia (LP) (Reserva) | Argentina | 2011-2015 |
| Temperley (Reserva)     | Argentina | 2016      |
| Aldosivi (Reserva)      | Argentina | 2020-?    |
| Aldosivi (interino)     | Argentina | 2021      |

## Palmarés

### Como jugador
| Título          | Club                    | País      | Año  |
| --------------- | ----------------------- | --------- | ---- |
| Copa Centenario | Gimnasia y Esgrima (LP) | Argentina | 1994 |

### Como asistente técnico
| Título             | Club                      | País      | Año  |
| ------------------ | ------------------------- | --------- | ---- |
| Primera B Nacional | Aldosivi de Mar del Plata | Argentina | 2018 |